# Akillik River
Der Akillik River ist ein rund 83 Kilometer langer rechter Nebenfluss des Kobuk River im Westen des US-Bundesstaats Alaska. 

## Flusslauf
Der Akillik River hat seinen Ursprung in einem kleinen 500 m hoch gelegenen See in den Baird Mountains, einem Gebirgszug der Brookskette, im Nordosten des Kobuk-Valley-Nationalparks nahe der Grenze zum Noatak National Preserve. Er fließt am Oberlauf zunächst in östlicher, dann in südwestlicher Richtung und mündet 71 Kilometer nordwestlich von Shungnak in den Kobuk River, der über den Kotzebue-Sund zur Tschuktschensee, einem Randmeer des Arktischen Ozeans, fließt. Der Hunt River mündet etwa 5 Kilometer oberhalb der Mündung rechtsseitig in den Akillik River.